# 12-та зенітна дивізія (Третій Рейх)
12-та зенітна дивізія (Третій Рейх) (нім. 12. FlaK-Division) — зенітна дивізія Вермахту, що діяла протягом Другої світової війни у складі Повітряних сил Третього Рейху.

## Історія
12-та зенітна дивізія почала формування на початку вересня 1941 року на основі IX. зенітної бригади в Рамбує на території окупованої Франції. Першим командиром став генерал-майор Рудольф Айбенштайн. Потім командування з'єднання перевели до Бордо і вже 21 вересня 1941 року до Смоленська. Там дивізію підпорядкували 2-му повітряному флоту, а з листопада 1941 року — VIII авіаційному корпусу.
З жовтня 1941 року 12-та зенітна дивізія брала участь у битві під Москвою. Після початку радянського контрнаступу наприкінці листопада 1941 року вермахт був змушений відступити. 12-та зенітна дивізія втратила не лише більшість гармат, але й майже весь особовий склад. Потім залишки розгромлених полків були зібрані у так звану бойову групу ПС і використані під командуванням VIII авіаційного корпусу в складі 4-ї армії. У грудні 1941 року новим командиром 12-ї зенітної дивізії став генерал-майор Готтард Франц. Наприкінці березня 1942 року командний пункт дивізії перебував у Мінську. Дивізія поповнювалася новими силами до травня 1942 року і складалася з трьох підпорядкованих полків:
- 21-й зенітний полк
  - 146-й резервний зенітний дивізіон
  - 351-й резервний зенітний дивізіон
- 101-й зенітний полк
- 134-й зенітний полк (до 20 травня 1942 р.)

9 серпня 1942 року штаб дивізії і 101-й зенітний полк були тимчасово переведені на інше бойове завдання, де разом з 6-м зенітним полком підтримували наступ двох німецьких корпусів. У вересні 1942 року після його завершення 16 офіцерів і 376 солдатів і унтерофіцерів зенітної дивізії були вбиті або поранені, а ще 42 зенітні гармати були знищені або непридатні для використання. З середини серпня 1942 року по березень 1943 року частини 12-ї зенітної дивізії майже безперервно вели запеклі бої, в тому числі під Брянськом і Орлом.
21 грудня 1942 року новим командиром дивізії став генерал-майор Ернст Буффа. Потім дивізія брала участь у танковій битві за Курськ у районі Орла. 22 серпня 1943 року за успіхи в цій битві дивізія була відзначена у Вермахтберіхті. У листопаді 1943 року командний пункт дивізії в Дворці (під Ленінградом) був підпорядкований 2-му зенітному корпусу. До нього увійшли такі частини:
- 21-й зенітний полк
- 34-й зенітний полк
- 101-й зенітний полк
- 134-й зенітний полк

З лютого 1944 року дивізія діяла на Ковельському та Брестському напрямках, беручи участь у відбитті атак Червоної армії. З вересня 1944 року брала участь у подальших важких ар'єргардних діях у районі Модлина (Польща) та Ломша. До 17 жовтня 1944 року підрозділи дивізії зафіксували 1050 збитих літаків і 657 знищених танків з початку Східної кампанії, і знову відзначена у Вермахтберіхт.
З січня 1945 року з початком радянського зимового наступу у Східній Пруссії 12-та зенітна дивізія керувала протиповітряними силами в районі Бромберга, маючи командний пункт спочатку в Грауденці, а з 7 лютого — в Бутові (Померанія). Підпорядковувалася 2-му зенітному корпусу. На цей момент дивізія мала 50 важких, 21 середню і легку зенітних батарей і 4 прожекторні батареї. У середині березня 1945 року її командний пункт знаходився в Данциг-Лангфурі, де дивізія була підпорядкована Командуванню Люфтваффе у Східній Пруссії. У середині квітня дивізійний склад 12-ї зенітної дивізії був виведений з попереднього району бойових дій без підпорядкованих йому частин. 77-й і 136-й зенітні полки передали у 18-ту зенітну дивізію. Командний склад 12-ї дивізії був відправлений до Вісмара та Свінемюнде, а потім негайно переведений до Праги, щоб прийняти там командування силами ППО.
10 квітня 1945 року рештки дивізії відступили з лінії фронту і передислокувалися до Свінемюнде, мали бути перевезені до Пльзені, але опинилися в Берліні, де брали участь у битві за столиці й зрештою капітулювали.

## Райони бойових дій
- Франція (вересень 1941);
- Центральний напрям Східного фронту (вересень 1941 — лютий 1945);
- Польща (лютий — квітень 1945);
- Німеччина (квітень — травень 1945).

## Командування

### Командири
- генерал-лейтенант Рудольф Айбенштайн (22 вересня — 1 грудня 1941);
- генерал-лейтенант Готтард Франц (1 грудня 1941 — 20 грудня 1942);
- генерал-лейтенант Ернст Буффа (21 грудня 1942 — 25 квітня 1944);
- генерал-лейтенант Вернер Прелльберг (нім. Werner Prellberg) (25 квітня 1944 — 9 травня 1945).

### Підпорядкованість
| Час             | Корпус                 | Командування/Флот                        | Штаб               |
| --------------- | ---------------------- | ---------------------------------------- | ------------------ |
| 1941            |                        |                                          |                    |
| початок вересня |                        | Люфтгау «Західна Франція»                | Рамбує             |
| 22 вересня      |                        | 2-й повітряний флот                      | Смоленськ          |
| листопад        | VIII повітряний корпус | ОКЛ                                      | центральний напрям |
| 1942            |                        |                                          |                    |
| 1 січня         | VIII повітряний корпус | ОКЛ                                      | центральний напрям |
| 1 квітня        |                        | Командування Люфтваффе «Схід»            | центральний напрям |
| 1943            |                        |                                          |                    |
| січень          |                        | Командування Люфтваффе «Схід»            | центральний напрям |
| 6 травня        |                        | 6-й повітряний флот                      | центральний напрям |
| 3 листопада     | II корпус ППО          | 6-й повітряний флот                      | центральний напрям |
| 1944            |                        |                                          |                    |
| 1 січня         | II корпус ППО          | 6-й повітряний флот                      | центральний напрям |
| 1945            |                        |                                          |                    |
| 1 січня         | II корпус ППО          | 6-й повітряний флот                      | центральний напрям |
| 8 березня       |                        | Командування Люфтваффе «Західна Пруссія» | Данциг             |
| 12 березня      |                        | Командування Люфтваффе «Східна Пруссія»  | Західна Пруссія    |
| квітень         |                        | VIII командування Люфтваффе              | Пльзень            |